# Pièce de 1 dollar américain Eisenhower
Vous lisez un « bon article » labellisé en 2023.
La pièce de 1 dollar américain Eisenhower est une pièce d'un dollar émise par la Monnaie des États-Unis de 1971 à 1978 ; c'est la première pièce de cette dénomination émise par la Monnaie depuis la fin de la série des dollars Peace en 1935. La pièce représente le président Dwight D. Eisenhower (mort en mars 1969) sur l'avers et, sur le revers, une image stylisée honorant la mission lunaire Apollo 11 de juillet 1969, inspirée de l'écusson de mission conçu par l'astronaute Michael Collins. Les deux faces sont conçues par Frank Gasparro. Il s'agit de la seule pièce de grande taille en dollars américains dont les frappes de circulation ne contiennent pas d'argent.
En 1965, en raison de la hausse du prix des lingots, la Monnaie commence à frapper des pièces plaquées de cuivre-nickel au lieu d'argent. Aucune pièce d'un dollar n'a été émise depuis trente ans, mais, à partir de 1969, les législateurs cherchent à réintroduire une pièce d'un dollar dans le commerce. Après la mort d'Eisenhower le 28 mars de la même année, un certain nombre de propositions sont faites pour lui rendre hommage avec une nouvelle pièce. Bien que ces projets de loi bénéficient généralement d'un large soutien, leur adoption est retardée par un conflit sur la question de savoir si la nouvelle pièce doit être en métal semi-précieux ou en argent à 40 %. En 1970, un compromis est trouvé pour frapper le dollar Eisenhower en métal semi-précieux pour la circulation, et en argent à 40 % comme pièce de collection. Le président Richard Nixon, qui a été vice-président sous Eisenhower, signe la loi autorisant la frappe de la nouvelle pièce le 31 décembre 1970.
Bien que les pièces de collection en argent à 40 % se soient bien vendues, les nouveaux dollars en métal commun n'ont pas réussi à circuler dans une certaine mesure, sauf dans les casinos du Nevada et aux alentours, où ils remplacent les jetons émis par des particuliers. Il n'existe pas de dollars datés de 1975 ; les pièces de cette année-là ainsi que celles de 1976 portent une double date 1776-1976 et un revers spécial réalisé par Dennis R. Williams en l'honneur du bicentenaire de l'indépendance américaine. À partir de 1977, la Monnaie cherche à remplacer le dollar Eisenhower par une pièce de plus petite taille. Le Congrès autorise le dollar Susan B. Anthony, frappé à partir de 1979, mais cette pièce ne circule pas non plus. Étant donné leur coût modeste et la courte durée de la série, les séries complètes de dollars Eisenhower sont peu coûteuses à assembler et deviennent de plus en plus populaires parmi les collectionneurs de pièces.

## Contexte
Le dollar en argent n'est pas une pièce populaire, circulant peu, sauf dans l'Ouest ; il sert de moyen de monétisation du métal et reste généralement dans les coffres des banques une fois frappé. Le dollar Peace, le dernier dollar en circulation fait d'argent, n'est plus frappé après 1935, et pendant la plupart des années du quart de siècle qui suit, la valeur en lingots d'un dollar en argent ne dépasse pas 70 cents. Au début des années 1960, cependant, le prix de l'argent augmente et les énormes stocks de dollars en argent détenus par les banques et le gouvernement sont obtenus par le public par le biais du rachat de certificats d'argent. Cela provoque des pénuries de dollars en argent dans les États de l'Ouest où les pièces circulent, et les intérêts de ces États demandent l'émission de nouvelles pièces.
Le 3 août 1964, le Congrès adopte une loi prévoyant la frappe de 45 millions de dollars en argent. Cette législation est adoptée lorsque les pièces disparaissent de la circulation alors que le prix de l'argent dépasse 1.29 $ l'once, ce qui fait que les dollars en argent valent plus comme lingots que comme monnaie. Les nouvelles pièces sont destinées à être utilisées dans les casinos du Nevada et ailleurs dans l'Ouest où l'« argent fort » est populaire. Les périodiques numismatiques se plaignent que la frappe des dollars est un gaspillage de ressources. La loi est adoptée à l'instigation du leader de la majorité au Sénat, Mike Mansfield (un démocrate du Montana), qui représente un État qui utilise beaucoup les dollars en argent. Malgré les efforts de persuasion de la directrice de la Monnaie, Eva Adams, et de son équipe, le sénateur Mansfield refuse d'envisager toute annulation ou tout retard, et le 12 mai 1965, la Monnaie de Denver commence à frapper des dollars Peace 1964-D — la Monnaie a obtenu du Congrès l'autorisation de continuer à frapper des pièces datées de 1964 en 1965.
Une annonce publique des nouvelles pièces est faite le 15 mai 1965, mais elle est accueillie par une tempête d'objections. Le public et de nombreux membres du Congrès considèrent cette émission comme une mauvaise utilisation des ressources de la Monnaie à une époque de grave pénurie de pièces, qui ne profite qu'aux marchands de pièces. Le 24 mai, un jour avant une audience du Congrès convoquée à la hâte, Adams annonce que les pièces sont considérées comme des frappes d'essai, jamais destinées à la circulation. La Monnaie déclare plus tard que 316 076 pièces ont été frappées ; toutes sont déclarées fondues. Pour s'assurer qu'il n'y aurait pas de répétition, le Congrès insère une disposition dans le Coinage Act de 1965 interdisant la frappe de dollars en argent pendant cinq ans. Cette loi supprime également l'argent des pièces de dix et de vingt-cinq cents, et réduit la teneur en argent du demi-dollar à 40 %.

## Conception

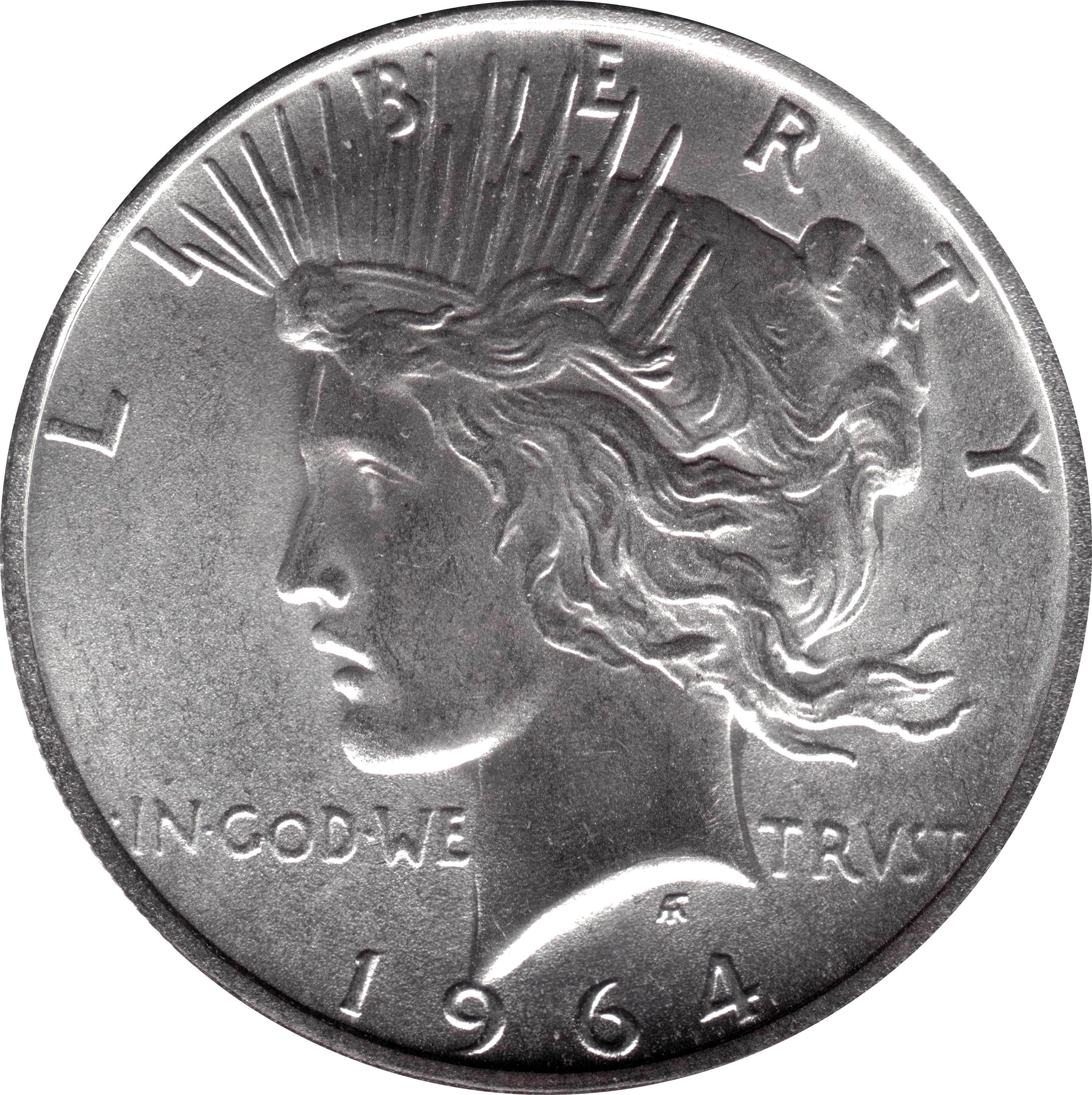
Un dollar Peace 1964-D non officiel, frappé sur un dollar en argent véritable par une Monnaie privée.

En 1969, la directrice de la Monnaie de l'administration Nixon, Mary Brooks, demande la réémission de la pièce d'un dollar. À cette époque, l'augmentation des prix des lingots menace l'utilisation continue de l'argent dans le demi-dollar Kennedy, mais Brooks espère maintenir le dollar comme pièce en argent. La proposition de Brooks pour un nouveau dollar en argent est contrée par le président de la Commission bancaire de la Chambre des représentants, Wright Patman, qui a été persuadé, contre son gré, par le prédécesseur de Nixon, Lyndon Johnson, de soutenir l'utilisation continue de l'argent dans le demi-dollar.
Le 28 mars 1969, l'ancien président et général de la Seconde Guerre mondiale, Dwight D. Eisenhower, décède. Peu après, la représentante du New Jersey, Florence P. Dwyer, républicaine comme Eisenhower, suggère que la pièce d'un dollar proposée porte son effigie. Elle en parle à Leonor Sullivan, représentante démocrate du Missouri, qui accepte que le dollar porte un portrait d'Eisenhower pour « faire jeu égal » avec le demi-dollar, qui porte le portrait du président démocrate John F. Kennedy. Un projet de loi est déposé par Robert Giaimo, membre du Congrès du Connecticut, pour autoriser un dollar Eisenhower, qui serait frappé sans teneur en argent. La commission mixte sur le monnayage, composée de membres de l'administration et du Congrès, dont Giaimo, recommande le dollar au printemps 1969. Elle demande également l'élimination de l'argent du demi-dollar et le transfert du Trésor à l'administration des services généraux de quantités de dollars en argent rares, afin qu'ils puissent être vendus. M. Giaimo fait remarquer que la pièce serait utile dans les casinos, qui frappent leurs propres jetons en l'absence de pièces de dollars en circulation, et dans l'industrie des distributeurs automatiques, qui commence à vendre des articles plus chers.
Le 3 octobre 1969, la commission bancaire de la Chambre des représentants adopte un projet de loi pour un dollar Eisenhower sans argent, Patman déclarant qu'il espère le faire approuver par l'ensemble de la Chambre à temps pour l'anniversaire du président défunt, le 14 octobre. Le 6 octobre, les promoteurs du projet de loi perdent un vote de procédure qui n'aurait permis aucun amendement. Alors que certains représentants s'élèvent contre la manière dont la législation doit être examinée, H. R. Gross, membre du Congrès de l'Iowa, s'oppose à la composition en métal de base de la pièce proposée : « Vous ne rendriez pas service à la mémoire du président Eisenhower en frappant un dollar fait peut-être de ferraille ». Les deux chambres votent le 14 octobre, jour de l'anniversaire d'Eisenhower. Bien que la Chambre adopte le projet de loi soutenu par l'administration pour un dollar en métal de base, le Sénat adopte le projet de loi tel qu'amendé par le sénateur du Colorado Peter H. Dominick, demandant que la pièce soit frappée avec 40 % d'argent. Une lettre de Mamie Eisenhower, rappelant que son mari aimait offrir des dollars en argent en souvenir, et qu'il a fait des efforts pour obtenir des pièces frappées l'année de sa naissance, en 1890,, contribue à l'adoption de l'amendement du Sénat. Le sénateur de l'Idaho, James A. McClure, déclare : « Il est en quelque sorte indigne d'un grand président comme le général Eisenhower de ne pas donner de pièces en argent ». Le 29 octobre 1969, Robert R. Casey, représentant du Texas, présente un projet de loi visant à honorer à la fois Eisenhower et le récent atterrissage sur la Lune d'Apollo 11. Ces dispositions font partie du projet de loi autorisant le dollar Eisenhower. À l'origine, Casey souhaite que le thème de la mission d'Apollo 11, « Nous sommes venus en paix pour toute l'humanité », figure sur la pièce ; lorsque la Monnaie l'informe qu'il n'y a pas de place pour cette inscription, il se contente d'exiger que le revers soit emblématique de ce thème.
En mars 1970, les deux chambres parviennent à un compromis selon lequel 150 millions de dollars seraient frappés en argent à 40 % pour les collectionneurs et autres. Le dollar de circulation, en revanche, n'aurait pas d'argent et serait frappé en plus grande quantité. Les 47,4 millions d'onces troy d'argent nécessaires à la frappe des pièces de collection proviendraient de lingots déjà détenus par le gouvernement. Le compromis est élaboré par McClure et d'autres républicains du Congrès, avec l'aide de Mary Brooks. McClure décrit l'accord comme « beaucoup moins que ce que le pays mérite, mais beaucoup plus que ce qu'il semblait que nous obtiendrions ».  La raison d'avoir une édition de collection avec de l'argent est d'éviter la thésaurisation qui a chassé le demi-dollar Kennedy de la circulation.
Bien que le compromis soit adopté par le Sénat en mars 1970, il est bloqué à la Chambre par le représentant Patman, qui est déterminé à mettre fin à l'argent dans la frappe de pièces. Le Sénat adopte de nouveau le projet de loi en septembre, cette fois-ci en le joignant comme annexe à un projet de loi sur les sociétés de portefeuille bancaires demandé par Patman. Le projet de loi, qui comprend également des dispositions visant à éliminer l'argent du demi-dollar et à transférer les rares dollars en argent à l'administration des services généraux, est approuvé par un comité de conférence et adopté par les deux chambres. Nixon a l'intention de laisser le projet de loi devenir une loi sans sa signature. Lorsque ses collaborateurs se rendent compte que, le Congrès étant ajourné, ne pas signer le projet de loi reviendrait à y opposer son veto, le 31 décembre 1970, Nixon s'empresse de le signer quelques minutes seulement avant l'heure limite de minuit,,.

## Dessin

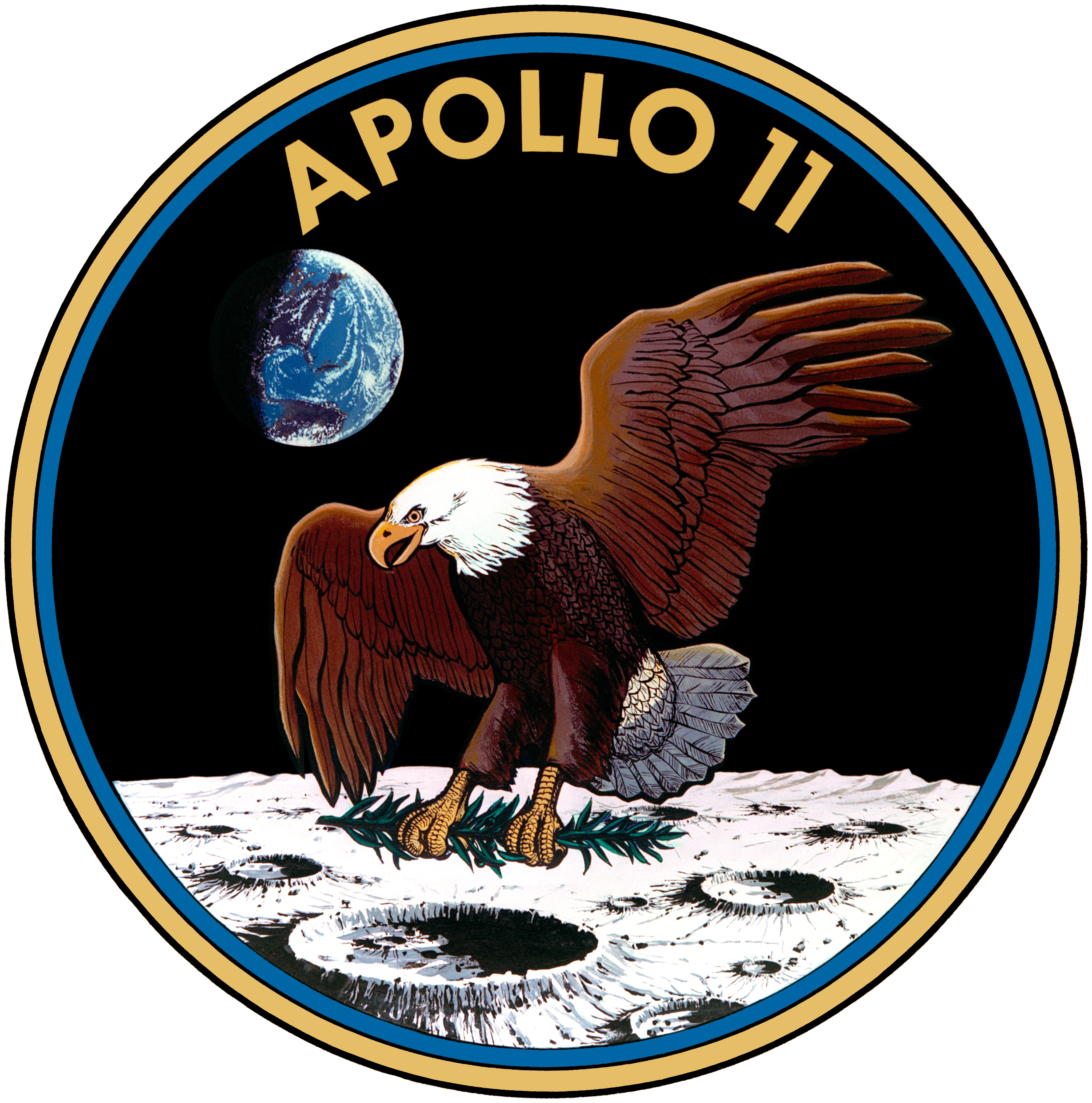
L'insigne de la mission Apollo 11, dessiné par l'astronaute Michael Collins, sert de base pour le dessin du revers du dollar Eisenhower.

Pour le graveur en chef de la Monnaie, Frank Gasparro, l'occasion de faire figurer Eisenhower sur une pièce est la réalisation d'un rêve de longue date. Le 19 juin 1945, Gasparro fait partie des plus de 4 millions de personnes qui se rassemblent à New York pour assister à un défilé célébrant la victoire des Alliés en Europe. Bien que Gasparro, alors assistant graveur à la Monnaie, n'ait qu'un aperçu du général Eisenhower, il s'éloigne de la foule et en dessine les traits. Cette esquisse sert de base à la conception de l'avers. Gasparro consulte la veuve du président défunt, Mamie Eisenhower, sur les dessins des deux faces de la pièce ; l'ancienne première dame se voit remettre un galvano (modèle métallique utilisé dans le processus de conception de la pièce) par Brooks et Gasparro le 1er janvier 1971. Gasparro écrit en 1991 qu'il a eu six semaines pour achever le travail à partir de la mi-novembre 1970, que ses recherches approfondies sur les aigles au fil des ans l'ont beaucoup aidé à créer le revers et que ses esquisses sont adoptées sans modification. Le graveur en chef ne bénéficie cependant pas d'une totale liberté de conception ; il reçoit pour instruction de faire en sorte que la disposition de l'avers ressemble à celle de la pièce de Washington.
Avant l'adoption de la loi, Gasparro prépare deux revers, celui qui est effectivement utilisé et un revers avec un aigle héraldique plus formel, qui, selon l'historien numismate et marchand de pièces Q. David Bowers, rappelle les pièces modèles préparées dans les années 1870. Sur l'insistance du Congrès, le graveur en chef crée un motif en commémoration de l'atterrissage d'Apollo 11, basé sur l'écusson de mission conçu par l'astronaute Michael Collins. Bowers considère le choix de l'atterrisage comme « un coup de génie », permettant au dollar, qui serait peu utilisé dans le commerce, d'être une commémoration à la fois d'Eisenhower et de la mission lunaire. Le revers représente un aigle (représentant le module lunaire Eagle) survolant la surface de la Lune en piqué, tenant dans ses serres un rameau d'olivier, symbole de paix.
Certains représentants du gouvernement s'opposent initialement à l'utilisation du motif de l'écusson de mission de Collins en raison de l'expression féroce de l'aigle ; le concept initial de Gasparro rencontre des objections similaires. La directrice de la Monnaie se souvient que Gasparro va au zoo de Philadelphie pour observer des aigles et qu'à son retour, il prépare un dessin qui, selon elle, souligne la nature prédatrice de l'aigle. Brooks informe Gasparro que l'aigle est « trop féroce, trop guerrier, un peu trop agressif » et demande que l'expression soit rendue plus amicale. Gasparro, qui est mécontent de devoir le changer, décrit la version finale comme étant « d'apparence agréable ». Le département d'État craint également que l'expression de l'aigle puisse offenser, et cherche un visage neutre. On peut voir la Terre lointaine au-dessus de l'oiseau, et il y a 13 étoiles en l'honneur des États d'origine.
Bowers estime que le buste d'Eisenhower est « bien modelé » par Gasparro et note que le fait que l'aigle, au revers, ne tienne qu'un rameau d'olivier, et non des flèches (symbole de guerre), « signifie que le public apprécie le dessin ». Néanmoins, il note que l'expression sévère d'Eisenhower est largement critiquée comme n'étant pas typique d'un homme réputé pour sa générosité. L'auteur numismatique David Lange estime que « le dollar Eisenhower est l'un des produits les plus médiocres à émaner de la Monnaie des États-Unis. ». Lange écrit que, bien que Gasparro n'ait dessiné qu'une seule face de la pièce pour le demi-dollar Kennedy et le revers du Lincoln Memorial pour le cent, « le dollar Eisenhower est sa seule conception et aurait dû servir de vitrine à son talent. Malheureusement, il s'agit d'un dessin médiocre qui révèle son traitement typiquement peu naturel des cheveux d'Ike et des plumes de l'aigle ». Certains collectionneurs se plaignent après la sortie que la Terre n'est pas entièrement représentée, sans se rendre compte que Gasparro a soigneusement suivi l'insigne de la mission. Le graveur en chef répond en expliquant le dessin.

## Diffusion

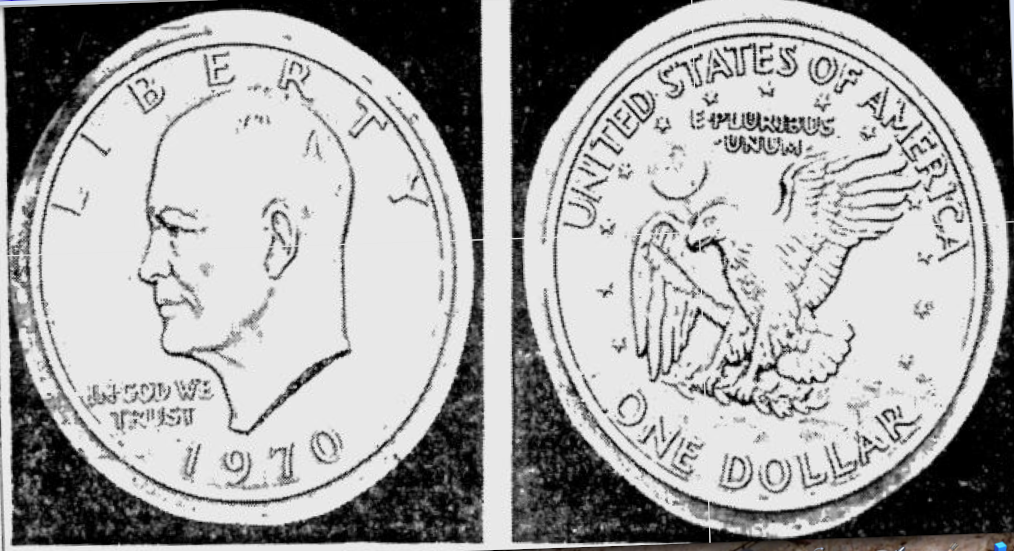
Le dessin du dollar Eisenhower tel que publié par le Trésor en janvier 1971 (probablement à partir de photographies du galvano).

Deux prototypes de dollars sont frappés à la Monnaie de Philadelphie le 25 janvier 1971 ; ils sont ensuite détruits. Cependant, des collectionneurs trouvent au moins deux pièces de 1971-S qui sont certifiées comme étant des prototypes. La frappe d'aussi gros morceaux de cuivre-nickel résistant s'avère destructrice pour les matrices de la Monnaie, et Gasparro utilise à plusieurs reprises un tour réducteur pour abaisser le relief à utiliser sur les frappes de circulation et les pièces plaquées argent non destinés à la circulation. Le graveur en chef modifie directement le maître-matrice résultant pour restaurer au moins une partie des détails perdus lors de l'abaissement du relief. Les pièces d'essai frappées à San Francisco restent néanmoins en haut-relief. Cela signifie qu'en 1971 et pendant une grande partie de l'année 1972 (jusqu'à ce qu'un acier de meilleure qualité soit utilisé dans les matrices), les pièces brillant universel présentent un relief plus faible et une surface moins détaillée que les pièces belle épreuve. Les pièces d'essai sont frappées lentement, et généralement plusieurs fois, pour faire ressortir tous les détails. La frappe des dollars Eisenhower destinés à la circulation débute à Denver le 3 février, apparemment sans aucune cérémonie. La frappe à Philadelphie commence également au début de l'année, bien que Bowers, dans son encyclopédie complète des pièces en argent et en plaqué, ne mentionne pas de date précise. Les premiers dollars Eisenhower en argent à 40 %, avec une finition brillant universel, sont frappés à la Monnaie de San Francisco le 31 mars 1971 ; Brooks fait fonctionner les presses de manière solennelle. La première pièce frappée est destinée à Mamie Eisenhower, la deuxième à David Eisenhower (petit-fils de Dwight et Mamie Eisenhower) et la troisième au beau-père de David Eisenhower, le président Nixon.

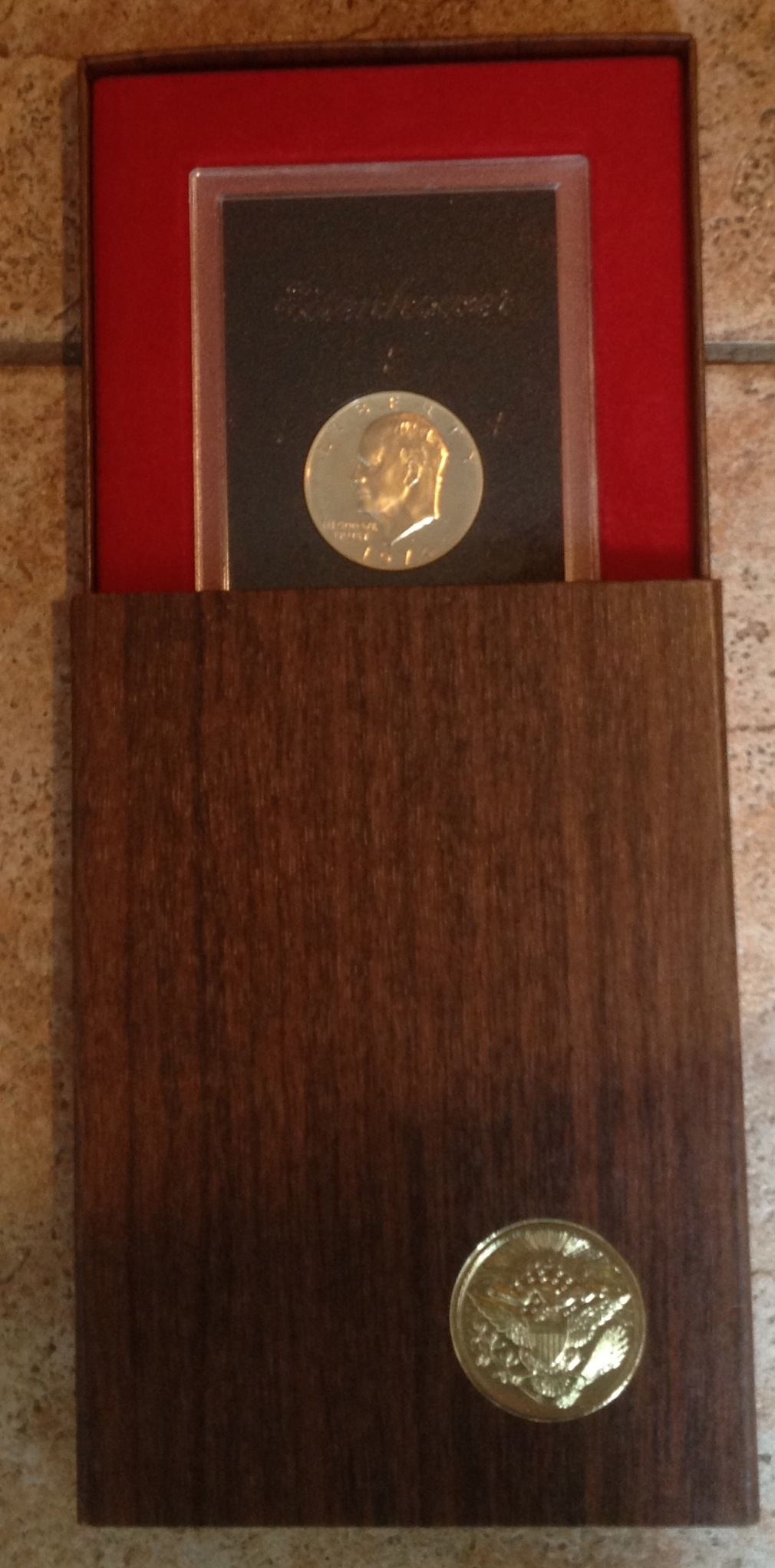
Brown Ike 1974-S partiellement ouvert pour montrer la pièce et le support.

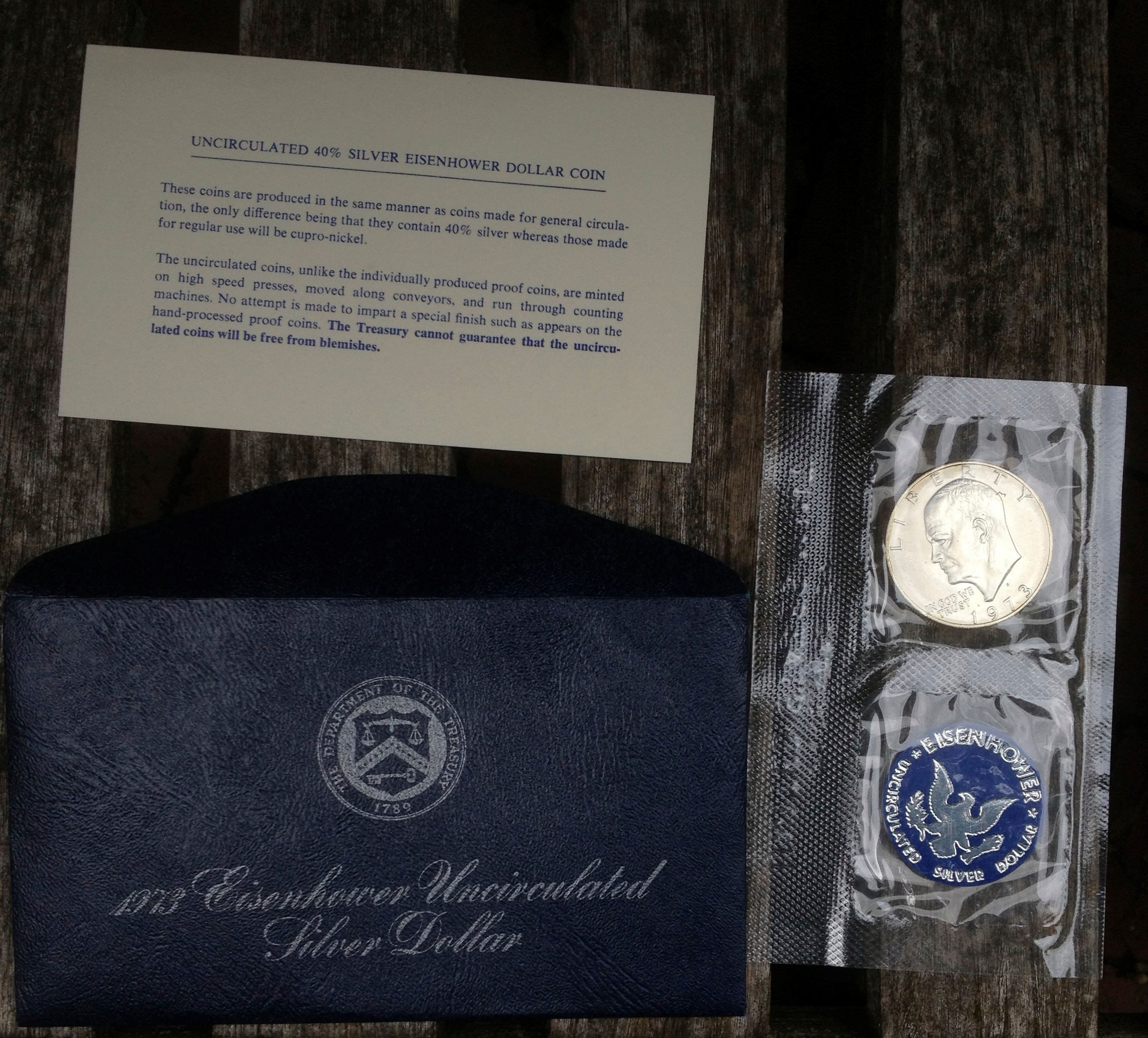
Blue Ike1973-S : enveloppe, support pour pièces de monnaie en plastique et encart imprimé.

Le 29 janvier 1971, la Monnaie annonce le prix des pièces d'argent à 40 % qui sont frappées à San Francisco : 3 $ pour les spécimens brillant universel et 10 $ pour les pièces belle épreuve, les commandes devant être prises par courrier à partir du 1er juillet, avec une limite de cinq de chaque pièce par client. Des formulaires de commande destinés au public sont expédiés à 44 000 bureaux de poste et 33 000 banques, avec la consigne de ne pas les distribuer avant le 18 juin. La Monnaie refuse certaines commandes pour avoir été envoyées trop tôt. Les séries de pièces en circulation de la Monnaie pour 1971 ne comprennent pas le dollar Eisenhower.
Les premières frappes d'épreuves, à San Francisco, ont lieu en juillet. Les pièces belle épreuve sont vendues dans un étui en plastique à l'intérieur d'une boîte brune portant un sceau représentant un aigle d'or ; les brillant universel sont enveloppées dans un film plastique à l'intérieur d'une enveloppe bleue. Elles sont surnommées « Ikes brown » et « Ikes blue » et sont toujours connues sous ce nom. Le 27 juillet 1971, le président Nixon présente la première pièce frappée à Mamie Eisenhower lors d'une cérémonie à la Maison-Blanche. La vente des pièces en argent à 40 % prend fin le 8 octobre ; les premières pièces belle épreuve sont envoyées aux collectionneurs le 14 octobre, jour de l'anniversaire du président Eisenhower.
Les frappes destinées à la circulation du dollar Eisenhower, la pièce de métal non précieux de valeur plus élevée jamais émise par la Monnaie américaine, sont mises à la disposition du grand public par les banques à partir du 1er novembre 1971. Nombre d'entre elles sont gardées par les collectionneurs ; la demande initiale est telle que de nombreuses banques imposent une limite d'une pièce par client. Les pièces sont frappées à partir de flans achetées par la Monnaie à des entrepreneurs. Beaucoup ne sont pas bien frappées, ce qui incite les collectionneurs à acheter des rouleaux à la recherche de meilleurs spécimens,.
Bien que le public manifeste un vif intérêt pour le nouveau dollar, dès le début, la pièce ne réussit pas à circuler. En 1976, une étude du Trésor réalisée en collaboration avec une société privée révèle que le dollar Eisenhower a un taux d'attrition de près de 100 %, c'est-à-dire qu'une pièce est presque toujours utilisée que pour une seule transaction, puis cesse de circuler (en comparaison, le taux d'attrition de la pièce de 25 cents est proche de zéro). Cela est dû à la taille et au poids volumineux de la pièce, ainsi qu'au manque d'utilisations potentielles. Malgré cela, elle réussit à remplacer rapidement les jetons d'émission privée dans les casinos du Nevada. Selon le numismate Randy Camper, plus de 70 % des dollars Eisenhower en circulation sont utilisés dans les casinos.  Bien que l'industrie des distributeurs automatiques fasse pression en faveur du dollar Eisenhower, peu de machines sont modifiées pour accepter les pièces. Lange se souvient : « Le fait est que ces pièces n'ont jamais circulé en dehors des casinos et des zones voisines, et je ne me souviens pas avoir vu un distributeur automatique qui les accepte ».

## Production

### Premières années (1971–1974)
La Monnaie frappe plus de 125 millions de dollars Eisenhower en 1971, faisant plus que doubler sa plus grande production annuelle pour une pièce d'un dollar. Malgré une augmentation de la frappe en 1972 à plus de 170 millions, et malgré ce que le magazine COINage qualifie de « mesures quasi héroïques de la part de la Monnaie », la pièce ne circule pas. Dans un article publié en 1974 dans COINage, le numismate Clement F. Bailey note que « la valeur de circulation de la pièce est nulle ». De nombreux dollars Eisenhower sont mis de côté comme souvenirs par des non-collectionneurs. Néanmoins, les pièces d'argent se vendent si bien qu'en octobre 1971, la directrice de la Monnaie, Mary Brooks, prévient que les commandes de dollars belle épreuve 1971-S ne seraient pas toutes honorées avant plusieurs mois. Elle attribue ce retard à la forte demande du public et à des difficultés de production qui, selon elle, ont été corrigées. Plus de 11 millions de pièces d'argent 1971-S sont vendues, dont plus de 4 millions en belle épreuve. En mai 1972, le secrétaire au Trésor John Connally, témoignant devant un comité du Sénat, décrit les profits que la Monnaie a réalisés sur la version en argent du dollar Eisenhower comme « tout simplement déraisonnables », le profit moyen sur une pièce en argent étant de 3.89 $, et devant augmenter à mesure que la production devient plus efficace. Les responsables de la Monnaie estiment qu'une réduction du prix provoquerait la colère de ceux qui ont déjà acheté les pièces.
Les pièces d'argent de 1972 sont à nouveau frappées à San Francisco. Les ventes chutent considérablement, pour atteindre un peu moins de 2,2 millions d'exemplaires brillant universel et 1,8 million d'exemplaires belle épreuve. Les dollars 1972-S en partie en argent sont disponibles à la vente par correspondance, la période de commande s'étendant du 1er mai au 15 juillet pour les pièces belle épreuve et du 1er août au 16 octobre pour la version brillant universel.
Disposant d'amples réserves de dollars Eisenhower, la Réserve fédérale n'a pas besoin d'en commander en 1973, et aucun n'est frappé pour la circulation. Les 1973 et 1973-D sont les premiers frappés pour être inclus dans des séries de pièces de monnaie, et ne sont, en théorie, disponibles que de cette manière. Au fil des ans, de nombreuses pièces de dollars de 1973 et 1973-D sont retrouvées en circulation, ce qui donne lieu à des spéculations selon lesquelles les 230 798 pièces qui auraient été fondues, après que la Monnaie ne réussit à vendre autant de séries de pièces que prévu, auraient été mises en circulation. John Wexler, Bill Crawford et Kevin Flynn, dans leur ouvrage sur les dollars Eisenhower, nient cette hypothèse, citant une lettre de 1974 du directeur adjoint de la Monnaie pour les services publics, Roy C. Cahoon, qui déclare que tous les dollars Eisenhower de 1973 provenant de séries de pièces non vendues ont été fondus. Le 1973-S est frappé pour être inclus dans les séries d'épreuves en métal non précieux, ainsi que pour les Ikes blue et Ikes brown ordinaires. Les ventes de ces pièces partiellement argentées chutent pour atteindre un total d'un peu moins de 2,9 millions. La pièce est frappée à nouveau pour la circulation en 1974, est incluse dans des séries de pièces de monnaie et des séries d'épreuves, et est disponible en qualité brillant universel et belle épreuve, frappée à San Francisco,. Le Congrès ordonne qu'une partie de l'argent provenant de la vente des pièces d'argent 1974-S soit utilisée pour soutenir le Eisenhower College de Seneca Falls, dans l'État de New York. Les collectionneurs de pièces estiment que cela crée un mauvais précédent, mais environ 9 millions de dollars sont versés au collège entre 1974 et 1978 ; pourtant, malgré l'injection d'argent, le collège ferme ses portes en 1982.

### Émission du bicentenaire (1975–1976)

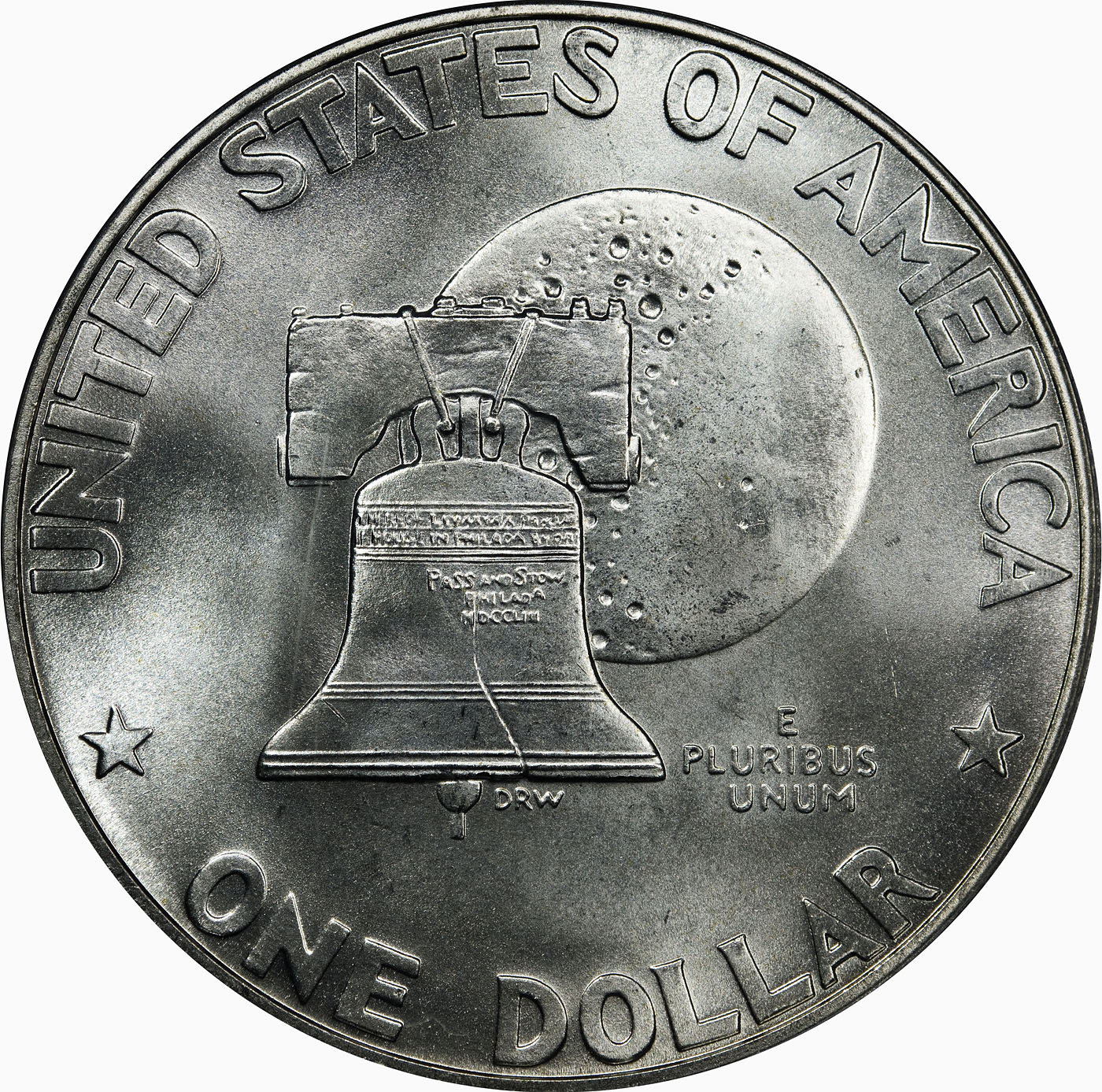
Pièce Type I Bicentenaire, frappée en 1975.

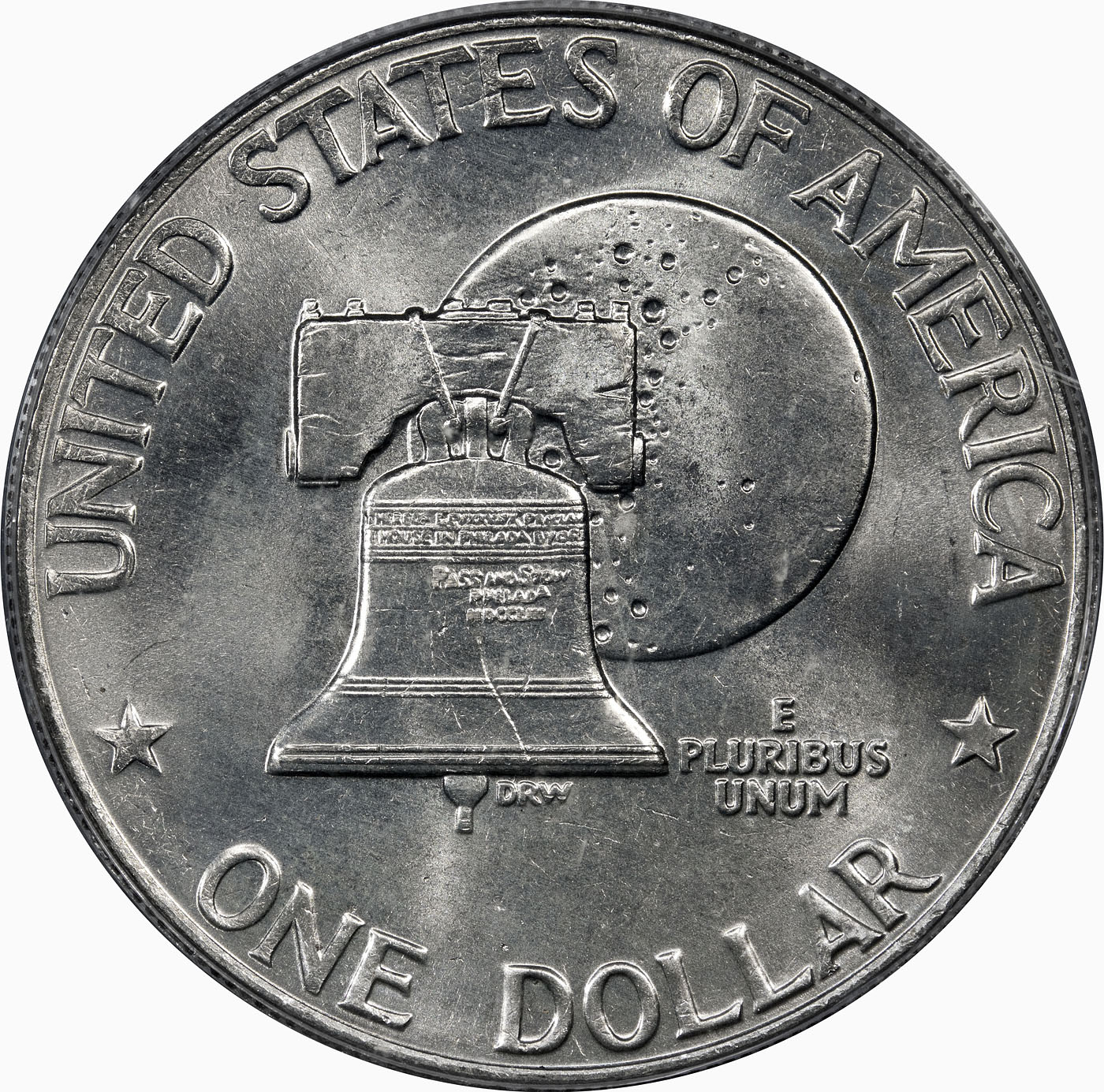
Pièce Type II Bicentenaire, frappée en 1975–76.

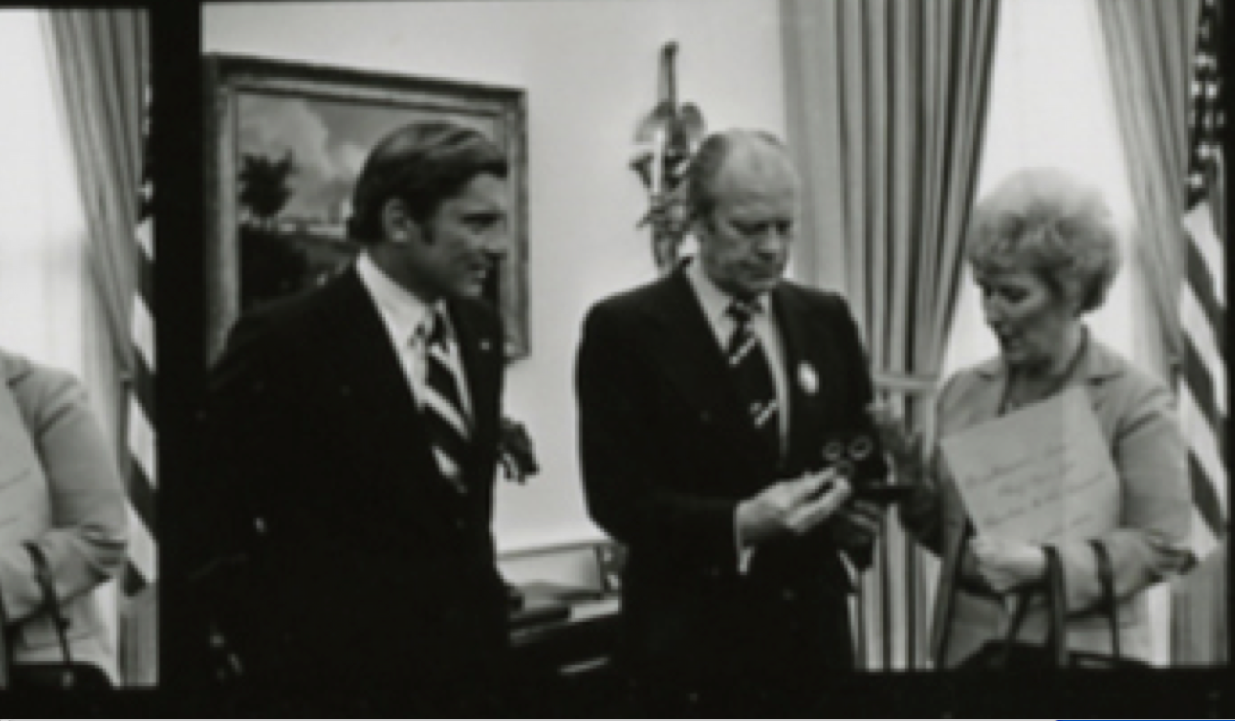
La directrice de la Monnaie Mary Brooks présente au président Gerald Ford (au centre) le premier jeu de pièces du bicentenaire, le 13 novembre 1974, sous le regard de John Warner, directeur de l'administration du bicentenaire de la Révolution américaine.

Les États-Unis émettent des pièces commémoratives entre 1892 et 1954, afin de collecter des fonds pour des organisations jugées dignes du soutien fédéral. Un organisme de parrainage est désigné dans la loi d'autorisation et est autorisé à acheter l'émission à sa valeur nominale, à la vendre au public à un prix supérieur et à empocher la différence. Divers problèmes liés à ces émissions, notamment une mauvaise gestion des distributions et des plaintes selon lesquelles les pièces publiques ne doivent pas être utilisées à des fins privées, entraînent une opposition ferme du département du Trésor à ces émissions, et aucune n'est frappée après 1954.
La Commission du bicentenaire de la Révolution américaine (American Revolutionary Bicentennial Commission - ARBC) est créée par le Congrès en 1966 en tant qu'organe de surveillance pour le bicentenaire de l'indépendance américaine en 1976. En 1970, son comité consultatif sur les pièces et les médailles recommande l'émission d'un demi-dollar spécial, puis le comité demande la refonte temporaire des pièces américaines en circulation. Mary Brooks et la Monnaie s'opposent d'abord à une législation visant à mettre en œuvre ces propositions, mais Brooks soutient finalement une législation visant à redessiner les revers des pièces de 25 cents, de 50 cents et d'un dollar, et à émettre des ensembles spéciaux de collection en argent plaqué. La législation autorisant ces mesures est signée par le président Nixon le 18 octobre 1973. Aux termes de cette législation, les pièces de cette dénomination, frappées pour être livrées après le 4 juillet 1975 et avant le 31 décembre 1976, porteraient des revers spéciaux et seraient également datées 1776-1976. Un total de 15 millions de séries de pièces en tout seraient frappées en plaqué argent pour être vendues au public,,.
Les dessins du revers des trois pièces du bicentenaire sont déterminés par un concours ouvert au public. Celui-ci se termine en janvier 1974 et, en mars, un dessin soumis par un étudiant en art de 22 ans, Dennis R. Williams, est sélectionné pour le dollar. Williams, la plus jeune personne à concevoir une pièce de monnaie américaine à ce jour, soumet un dessin représentant la cloche de la Liberté superposée à la Lune. Frank Gasparro modifie légèrement le dessin, simplifiant les caractéristiques visibles sur la surface lunaire et modifiant le lettrage et la cloche. Williams et les concepteurs des autres dénominations actionnent les presses pour frapper les premières pièces le 12 août 1974 ; un jeu de ces prototypes est ensuite offert au nouveau président, Gerald Ford,. Le dessin de Williams est apprécié par le public mais suscite des critiques de la part de certains numismates, car la cloche de la Liberté a déjà été utilisée sur des pièces de monnaie (par exemple, sur le demi-dollar Franklin). Craignant qu'une pièce de 1975 de faible tirage ne soit thésaurisée, la Monnaie obtient en décembre 1974 une loi l'autorisant à continuer de frapper des pièces datées de 1974 jusqu'à ce qu'elle commence à frapper les pièces du bicentenaire.
Les dollars du bicentenaire sont les premières des trois dénominations à être frappées pour être distribuées au public ; ils sont frappés à partir de février 1975. Les pièces d'argent sont frappées à San Francisco à partir du 23 avril 1975. La Monnaie constate que le dollar en cuivre-nickel est frappé de manière indistincte, un problème qui ne se pose pas pour les pièces en argent. Brooks interrompt la production pour permettre à Gasparro de modifier les matrices ; le changement le plus notable est que l'émission révisée, ou le type II comme on l'appelle, a des lettres plus étroites et plus nettes au revers. Toutes les pièces en argent (frappées uniquement à San Francisco) sont de type I ; les trois hôtels des monnaies frappent des pièces en nickel cuivré de type I et de type II. Tous les dollars inclus dans les séries belle épreuve de 1975 sont de type I ; tous ceux inclus dans les séries belle épreuve de 1976 sont de type II,,. Les premiers dollars du Bicentenaire sont mis en circulation le 13 octobre 1975. Plus de 220 millions sont frappés. Le motif du Bicentenaire n'est plus utilisé après 1976 ; des séries de pièces du Bicentenaire en argent plaqué sont vendues par la Monnaie jusqu'à la fermeture définitive des ventes à la fin de 1986.
On connaît une pièce du bicentenaire en argent plaqué, sans différent semblable au dollar de la série prototype offerte au président Ford. Cette pièce est censée provenir d'un tiroir-caisse du grand magasin Woodward & Lothrop à Washington, D.C. Thomas K. DeLorey, qui était alors journaliste pour Coin World, s'entretient avec le découvreur et se montre méfiant quant à cette histoire, estimant qu'il est plus probable que la pièce ait été obtenue subrepticement du gouvernement. Il refuse de remettre en question l'origine de la pièce, craignant qu'elle ne soit saisie et, par conséquent, non disponible pour les numismates. La pièce rapporte près de 30 000 dollars en vente privée en 1987.

### Dernières années et remplacement (1977–1978)

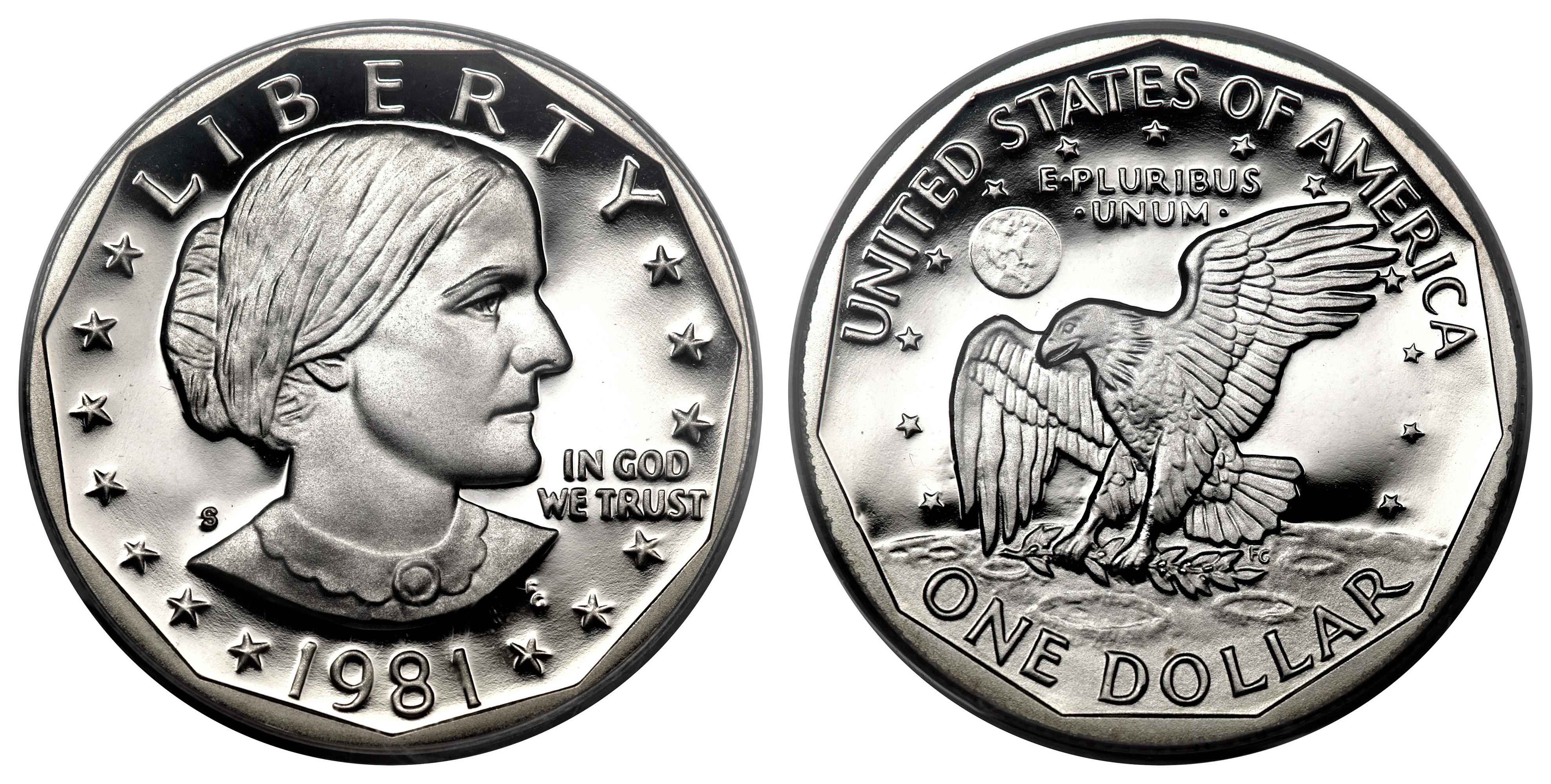
Le dollar Susan B. Anthony.

En 1975, le Trésor s'inquiéte de la perte de ressources liée à la frappe du dollar, qui ne circule pas. Il engage une société privée pour étudier les six dénominations du moment de la monnaie américaine et faire des recommandations. Le cabinet conclut dans son rapport que le dollar Eisenhower est trop grand et trop lourd pour circuler efficacement, mais que si son diamètre est réduit d'environ un tiers et son poids de deux tiers, il pourrait être utilisé,. En janvier 1977, juste avant de quitter ses fonctions, le secrétaire au Trésor de Ford, William E. Simon, propose l'élimination du cent et du demi-dollar, et une réduction de la taille du dollar. Selon Q. David Bowers, le Trésor finit par croire qu'une pièce aussi grande que le dollar Eisenhower ne circulerait tout simplement pas aux États-Unis.
La Monnaie frappe des pièces modèles de plus petite taille, de formes et de compositions diverses. Une pièce à 11 faces est envisagée, ce qui l'aurait différenciée de la pièce de 25 cents, mais les modèles n'auraient pas fonctionné dans les distributeurs automatiques. Des métaux exotiques comme le titane sont envisagés avant que la Monnaie ne décide de la composition standard. Frank Gasparro prépare, pour les pièces de circulation, un motif représentant la Liberté avec des cheveux flottants, semblable aux premières pièces américaines.
Alors que le dollar Eisenhower attend sa fin, environ 50 millions de pièces par an sont frappées, avec le motif de l'aigle pour le revers. Au cours des deux années, la majorité des pièces frappées le sont à Denver. Aucune édition de collection en argent n'est émise ; les séries Ikes bleus et bruns ont pris fin en 1974.
Le nouveau secrétaire au Trésor, Michael Blumenthal, soutient le projet de Gasparro lors de son témoignage devant le Congrès ; le sénateur du Wisconsin William Proxmire qualifie la position de Blumenthal de « dérobade ». Proxmire refuse de présenter le projet de loi, qui laisserait le choix du dessin à Blumenthal ou à son successeur, et préfère présenter son propre projet de loi pour commémorer Susan B. Anthony, l'une des premières dirigeantes des droits de la femme. De nombreux membres du nouveau Congrès et de l'administration Carter sont des progressistes sociaux et soutiennent la libération des femmes. La représentante de l'Ohio, Mary Rose Oakar, présente également un projet de loi pour un dollar Susan B. Anthony en octobre 1978 ; il est rapidement adopté par le Congrès et signé par le président Jimmy Carter. Gasparro reçoit des photographies d'Anthony et est chargé de reproduire exactement son apparence sur la pièce. L'expression sévère d'Anthony amène certains à surnommer cette pièce le dollar « Susan B. Agony ». Le revers du dollar Eisenhower est utilisé pour le dollar Anthony. Convaincu que le public va accumuler les nouvelles pièces, le Bureau des Monnaies en produit un demi-milliard avant sa mise en circulation officielle le 2 juillet 1979. Il n'a pas à s'inquiéter : le public rejette rapidement la nouvelle pièce, dont la taille et le poids sont trop proches de ceux du quart de dollar, et la production pour la circulation cesse après 1980. La directrice de la Monnaie, Stella Hackel Sims, déclare : « les gens sont habitués au dollar Eisenhower, mais avec le temps, ils s'habitueront au Susan ». Des tentatives sont faites pour donner les nouveaux petits dollars comme monnaie dans les transactions postales, et pour forcer leur utilisation par le personnel militaire américain en Europe ; les deux échouent.
Le dollar Eisenhower est la dernière pièce de monnaie ordinaire à être frappée en argent (avec une pureté de 40 %), la dernière pièce de monnaie à être frappée dans le grand format original et le seul « grand dollar » en circulation à être frappé en cupronickel.

## Collections

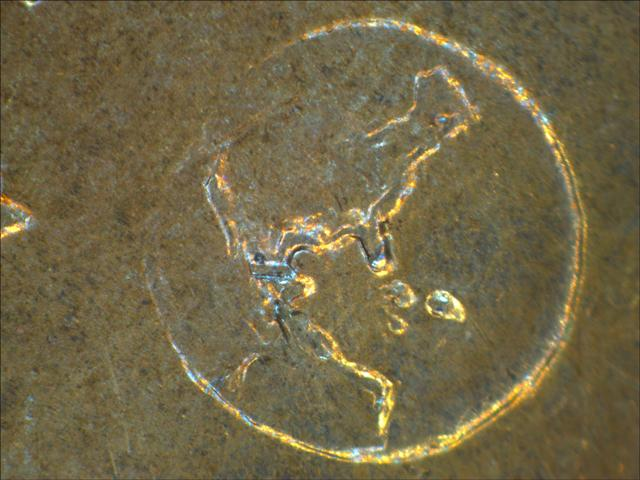
Apparence de la Terre sur le dollar Eisenhower de 1972 Type I.

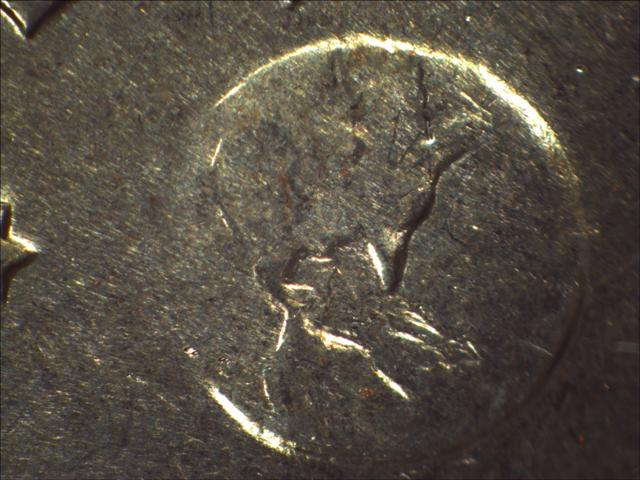
Apparence de la Terre sur le dollar Eisenhower de 1972 Type II.

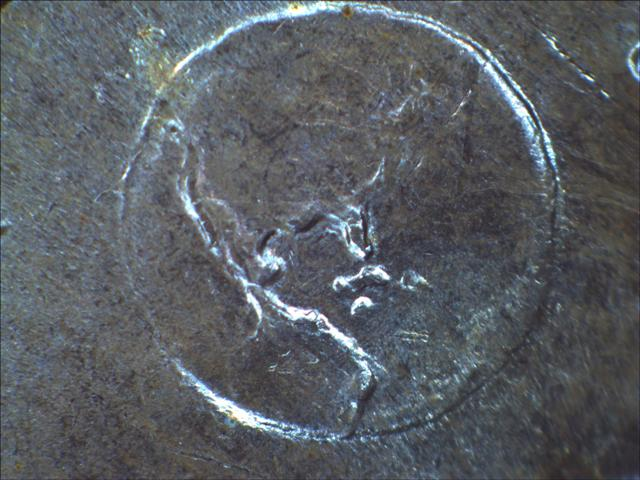
Apparence de la Terre sur le dollar Eisenhower de 1972 Type III.

Collectionnés par date et par marque d'atelier, aucun dollar Eisenhower n'est rare ; par conséquent, les pièces sont relativement bon marché et un ensemble complet peut être acquis sans difficulté. Cependant, beaucoup d'entre elles sont mal frappées, sans aucun détail, en particulier en 1971 et 1972, et la plupart des pièces subissent des entailles, des éraflures ou des marques dues au contact entre elles peu après la frappe. Bien que les pièces d'argent de moindre qualité puissent être fondues, cela n'est pas pratique pour les dollars Eisenhower en raison de l'absence de métal précieux, et les marchands essaient souvent d'obtenir tout gain qu'ils peuvent sur la valeur nominale. Il peut être difficile et onéreux de compléter un ensemble de spécimens de la plus haute qualité, en particulier pour les pièces de 1971 et 1972 de Philadelphie ou de Denver, qui ne sont pas vendues dans des ensembles de pièces et ne sont donc accessibles aux collectionneurs que par l'intermédiaire des banques,. Une pièce 1973-D, ex aequo avec dix autres spécimens pour le plus beau connu de cette date et de cette marque d'atelier dans un état MS-67 quasi parfait, s'est vendue en juin 2013 pour 12 925 dollars. Selon l'écrivain numismatique Steve Reach, « comme de plus en plus de personnes soumettent des pièces de l'ère moderne comme les dollars Eisenhower pour une certification par une tierce partie, la véritable rareté de nombreuses émissions dans les meilleurs grades devient claire ».
Certaines des pièces 1971-D présentent une variété dans laquelle (parmi plusieurs différences) l'aigle n'a pas de lignes de front, ces pièces sont baptisées « Friendly Eagle Pattern »  par les spécialistes des dollars Eisenhower. Le dollar de 1972 frappé à Philadelphie se divise en trois variétés, qui sont créées lorsque Frank Gasparro ajuste le dessin pour tirer parti de l'amélioration de l'acier utilisé dans les matrices de la Monnaie. Un changement de conception en milieu d'année est annoncé par Mary Brooks lors de la convention 1972 de l'American Numismatic Association à La Nouvelle-Orléans, bien qu'elle ne précise pas ce qui a été changé. Les trois variétés peuvent être différenciées en examinant la représentation de la Terre sur le revers. Les dollars de type I montrent la Terre quelque peu aplatie, la Floride pointant vers le sud-est, avec les îles principalement au sud-est de la pointe de la péninsule. La Terre est ronde et la Floride pointe vers le sud sur le Type II, avec une seule grande île au sud-est. Le type III est similaire au type II, sauf qu'il y a deux îles directement au sud de la péninsule. Le Type II provient d'un seul moule inversé, utilisé en mars 1972, et mis en service par erreur à Philadelphie — il est identique à celui qui devrait être utilisé pour les frappes d'épreuves en argent à San Francisco. Le Type III est mis en service, remplaçant le Type I, en septembre 1972. Le Type I est le plus courant ; le Type III est utilisé en 1973 et après. Le Type II de 1972 est cher dans les meilleures qualités, tout comme le Type I de 1776-1976 de Philadelphie, qui n'est disponible que dans les séries originales,.
Certaines pièces de 1971-S (et quelques 1971-S brillant universel) sont dépourvues d'empattements au pied du « R » de « LIBERTY » ; c'est ce qu'on appelle la variété peg leg. Les empattements manquent sur tous les 1972-S, qu'ils soient brillant universel ou non. Après que la Monnaie obtient un meilleur acier pour les matrices, les empattements reviennent sur toutes les pièces restantes non bicentenaires, de toutes les Monnaies, bien que la jambe du R soit raccourcie, et aussi pour le Bicentenaire de type II (le type I n'a pas d'empattements sur le R). Gasparro s'efforce souvent d'améliorer les détails de la tête d'Eisenhower pendant la durée de vie de la pièce, et comme le R est la lettre la plus proche, ces modifications sont très probablement apportées dans le but d'améliorer l'écoulement du métal lors de la frappe des pièces.
En 1974, puis en 1977, la Monnaie de Denver frappe un petit nombre de pièces sur des flans plaqués argent. Les deux fois, ces pièces proviennent de planchets qui sont expédiés de San Francisco à Denver. Les premières pièces de 1974 sont trouvées indépendamment par deux croupiers de blackjack de Las Vegas. Les flans de 1974 sont initialement destinées à être utilisées pour des frappes belle épreuve Ike brown ; la politique de la Monnaie est alors que les flans belle épreuve en argent rejetées doivent être utilisées pour des Ikes blue brillant universel, mais ceux-ci sont placées dans le bac des flans en cuivre-nickel rejetés, destinées à être expédiées pour être frappées pour la circulation à Denver. Les pièces de 1977 proviennent de pièces belle épreuve rejetées du Bicentenaire, qui sont à nouveau placées dans le mauvais bac (elles auraient dû être fondues, car la Monnaie ne frappe plus de dollars Eisenhower en argent brillant universel). On connaît entre 10 et 20 exemplaires de chaque date. Wexler, Crawford et Flynn signalent un dollar 1776-1976-D en argent encore plus rare, mais précisent qu'aucun n'est proposé aux enchères ou soumis aux principaux services de classement des pièces.
Bowers note que le dollar Morgan (frappé entre 1878 et 1921) n'est pas très collectionné à l'époque, pour devenir très populaire par la suite, et suggère qu'un jour, le tour du dollar Eisenhower viendrait. Le numismate Charles Morgan dit du dollar Eisenhower en 2012, « Il est aujourd'hui considérée comme la plus grande réussite de l'histoire des États-Unis en matière de pièces plaquées argent. C'est la pièce la plus difficile à réaliser sur le plan technique. La recherche sur le dollar Eisenhower est essentielle pour les historiens numismates qui veulent comprendre ce qu'est l'ère post-argent. Le dollar Eisenhower est un noble échec. À cet égard, c'est vraiment une pièce de collection parfaite ».

## Frappes par année
| Pièces en Circulation | Pièces en Circulation | Pièces en Circulation | Pièces en Circulation | Pièces en Circulation | Pièces en Circulation | Brillant universel | Brillant universel | Brillant universel | Brillant universel | Belle épreuve | Belle épreuve | Belle épreuve                    | Belle épreuve |
| Année                 | Différent             | Nombre                | Année                 | Différent             | Nombre                | Année              | Différent          | Type               | Nombre             | Année         | Différent     | Type                             | Nombre        |
| 1971                  |                       | 47 799 000            | 1776-1976             |                       | 4 019 000             | 1971               | S                  | blue Ike           | 6 868 530          | 1971          | S             | argent brown Ike                 | 4 265 234     |
| 1971                  | D                     | 68 587 424            | 1776-1976             | D                     | 21 048 710            | 1972               | S                  | blue Ike           | 2 193 056          | 1972          | S             | argent brown Ike                 | 1 811 631     |
| 1972                  |                       | 75 890 000            | 1776-1976             |                       | 113 318 000           | 1973               | S                  | blue Ike           | 18 831 410         | 1973          | S             | plaqué set annuel                | 2 760 339     |
| 1972                  | D                     | 92 548 511            | 1776-1976             | D                     | 82 179 564            | 1974               | S                  | blue Ike           | 1 900 156          | 1973          | S             | argent brown Ike                 | 1 013 646     |
| 1973                  |                       | 1 769 258             | 1977                  |                       | 12 596 000            | 1975               | pas de frappe      | pas de frappe      | pas de frappe      | 1974          | S             | plaqué set annuel                | 2 612 568     |
| 1973                  | D                     | 1 769 258             | 1977                  | D                     | 32 983 006            | 1776-1976          | S                  | set de 3 pièces    | 4 908 319          | 1974          | S             | argent brown Ike                 | 1 306 579     |
| 1974                  |                       | 27 366 000            | 1978                  |                       | 25 702 000            |                    |                    |                    |                    | 1975          | pas de frappe | pas de frappe                    | pas de frappe |
| 1974                  | D                     | 45 517 000            | 1978                  | D                     | 33 102 890            |                    |                    |                    |                    | 1776-1976     | S             | plaqué Type I (set annuel 1975)  | 2 485 450     |
| 1975                  | pas de frappe         | pas de frappe         |                       |                       |                       |                    |                    |                    |                    | 1776-1976     | S             | plaqué type II (set annuel 1976) | 4 149 730     |
|                       |                       |                       |                       |                       |                       |                    |                    |                    |                    | 1976          | S             | argent                           | 3 998 621     |
|                       |                       |                       |                       |                       |                       |                    |                    |                    |                    | 1977          | S             | plaqué (set annuel)              | 3 251 152     |
|                       |                       |                       |                       |                       |                       |                    |                    |                    |                    | 1978          | S             | plaqué (set annuel)              | 3 127 781     |